# Frank Lobos
Frank Lobos (født 25. september 1976) er en tidligere chilensk fodboldspiller.
Han har spillet for flere forskellige klubber i sin karriere, herunder Mito HollyHock.